# São Mamede de Este
São Mamede de Este ist ein Ort und eine ehemalige Gemeinde (Freguesia) im Norden Portugals.

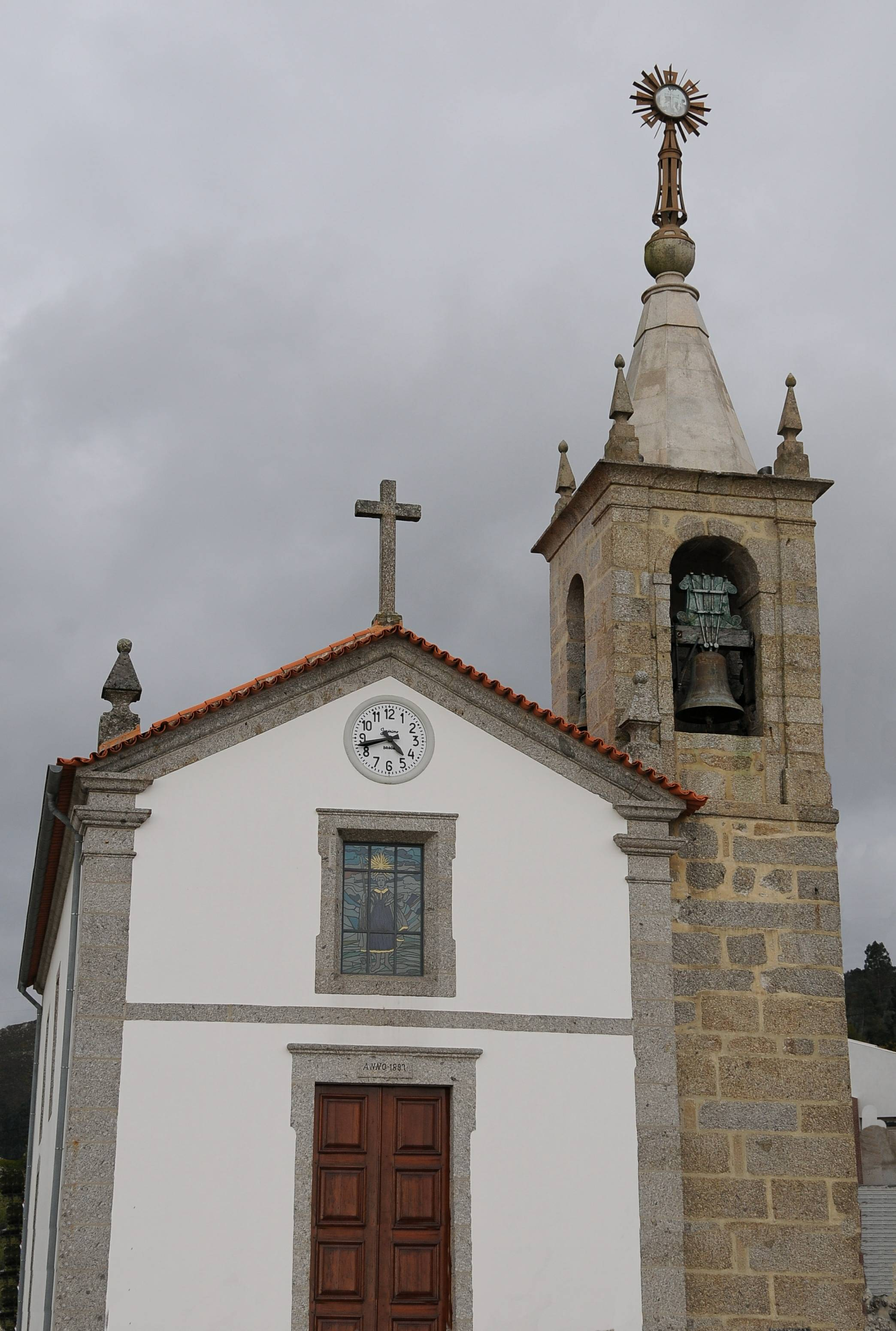
Kirche São Mamede de Este

São Mamede de Este gehört zum Kreis Braga im gleichnamigen Distrikt Braga. Die Gemeinde hatte eine Fläche von 6,6 km² und 1805 Einwohner (Stand 30. Juni 2011).
Am 29. September 2013 wurden die Gemeinden Este (São Mamede) und Este (São Pedro) zur neuen Gemeinde União das Freguesias de Este (São Pedro e São Mamede) zusammengeschlossen.